# Wedstrijdklok
Een wedstrijdklok is een apparaat waarbij in één behuizing twee uurwerken zijn aangebracht zodanig dat er slechts één tegelijk kan lopen. Een wedstrijdklok wordt gebruikt bij een bordspel voor twee spelers om de bedenktijd te meten. Een speler moet een aantal zetten binnen een bepaalde tijd doen, of alle zetten binnen de aangegeven tijd, of eerst een aantal zetten binnen een bepaalde tijd en de resterende zetten binnen een bepaalde tijd. Een speler die zijn tijd overschrijdt, verliest de partij. Hij ging "door zijn vlag".
Een wedstrijdklok kan worden gebruikt bij dammen, go, schaken en andere bordspellen. Men kan dus ook van schaakklok, damklok, goklok of iets anders spreken, maar het gaat om hetzelfde apparaat en wedstrijdklok is de gebruikelijke benaming.

## Naamgeving
Kortweg klok is een beetje verwarrend, want dat kan ook de helft van het apparaat zijn. Hieronder gebruiken we dan ook wedstrijdklok (het hele apparaat) en uurwerk (een helft daarvan). In de FIDE-regels maakt men onderscheid tussen Chess clock (het hele apparaat) en Clock (elk van de twee uurwerken).
Het "door de vlag gaan" vindt zijn oorsprong in het extra wijzertje (Meijers vlaggetje) dat anno 1899 in de toen mechanische wedstrijdklokken gebruikt werd om het exacte moment dat de tijd op is weer te geven. Het was een uitvinding van de Nederlander Hendrik Diderik Bernhard Meijer en wordt in de internationale schaakwereld gebruikt, zelfs al is de mechanische en analoge wedstrijdklok grotendeels vervangen door een digitale wedstrijdklok. Wanneer men bijvoorbeeld gedurende een schaakpartij de tegenstander op tijd probeert te laten verliezen, wordt nog gesproken van "flagging the opponent".

## Type klokken

### Analoge wedstrijdklok

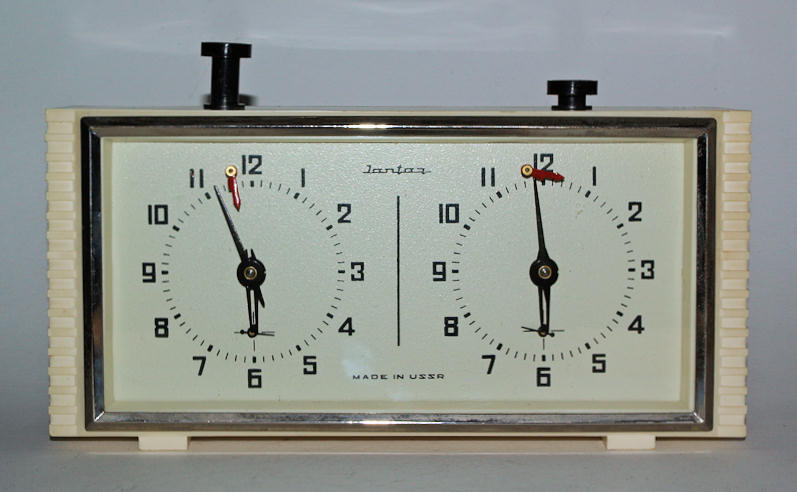
Analoge wedstrijdklok. De speler links is aan zet (zijn knopje staat omhoog), dus het linkeruurwerk loopt. De vlag van het rechteruurwerk is bijna gevallen.

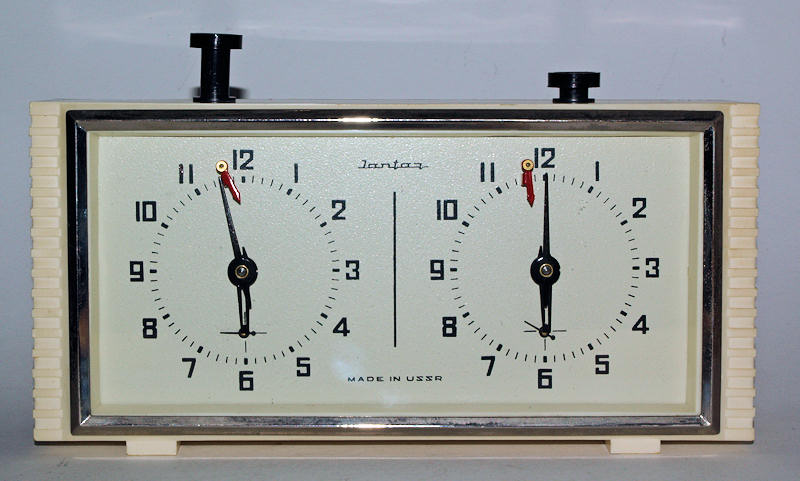
De vlag van het rechteruurwerk is gevallen

Een analoge wedstrijdklok heeft twee conventionele wijzerplaten, elk met een eigen uurwerk. Bij elk uurwerk zit een knop waarmee de speler zijn eigen uurwerk kan stoppen en het uurwerk van de tegenstander kan laten lopen. Door de knop half in te drukken worden beide uurwerken gestopt, wat nodig is voordat de partij begonnen is. Op elke wijzerplaat hangt bij het getal 12 een vaantje, vlag genoemd, dat door de minuutwijzer opgetild wordt zodra die in de buurt van het hele uur komt. Precies op het hele uur valt deze vlag.
Bij toernooien wordt de wedstrijdklok meestal zo ingesteld dat de eerste tijdcontrole op beide uurwerken op zes uur valt.

### Digitale wedstrijdklok

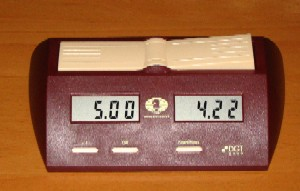
Een digitale wedstrijdklok

Een digitale wedstrijdklok heeft twee displays waarop de tijd tot de eerstvolgende tijdcontrole wordt aangegeven. Behalve de gebruikelijke knoppen, zijn er ook een knop om beide uurwerken stil te zetten en één of meer knoppen om diverse tijdcontroles in te stellen.
De mechanische vlag is vervangen door een indicatie in het display. Het is echter nog steeds gebruikelijk de term "vlag" te gebruiken, bijvoorbeeld "iemand door de vlag jagen" - op tijd winnen.

### Fischerklok
De meeste digitale wedstrijdklokken zijn ook als fischerklok te gebruiken. Deze kan zo worden ingesteld dat de spelers (vanaf een gekozen zetnummer, bij schaken veelal de eerste zet) bij elke nieuwe zet er wat bedenktijd bij krijgen. Daarmee wordt voorkomen dat een eenvoudig gewonnen stelling niet wordt gewonnen, enkel doordat men onvoldoende tijd heeft. De fischerklok wordt tegenwoordig op veel denksporttoernooien gebruikt. De toegekende extra tijd per zet heet increment, bijvoorbeeld 2, 10 of 30 seconden.

## Geschiedenis
De eerste instrument voor het meten van de speeltijd was de zandloper, voor het eerst toegepast in wedstrijdschaak in de 19e eeuw. De zandloper bleek echter onbetrouwbaar doordat temperatuur en vochtigheidsgraad in de speelzaal het proces te veel naar willekeur beïnvloedden. 

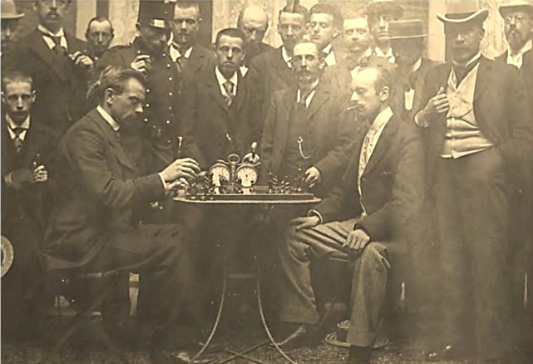
De wipklok tijdens het partij tussen de broers Gouwentak gedurende de bondswedstrijd van 1896 te Leiden

De zandloper werd dan ook dezelfde eeuw nog vervangen door de zogenoemde wipklok, een balans van twee klokken waar de klok van de tegenstander in werking gesteld werd door de eigen klok naar beneden te duwen.
In 1899 werd de schaakklok met het meijersysteem geïntroduceerd. Deze uitvinding werd voor het eerst in gebruik genomen in de internationale schaakwedstrijd van 1899. Het Meijers systeem sloeg aan en de term "door de vlag gaan" is tot in de digitale tijdperk deel van het internationale schaakjargon geworden.
In 1973 ontwikkelde Bruce Cheney, een student Electrical Engineering aan de Cornell University als studie-opdracht de eerste digitale wedstrijdklok. Dit was een eenvoudige klok met beperkte mogelijkheden.
Joseph Meshi en Jeffrey R. Ponsor van de San Diego State University kregen in 1975 het eerste patent op een digitale wedstrijdklok. Van deze Micromate-80 werd er, in tegenstelling tot wat vaak beweerd wordt, slechts één gemaakt. Deze klok werd wel door veel schakers uitgetest en bij meerdere schaaktoernooien gebruikt. De ervaringen met deze klok resulteerden in 1978 in een drastisch verbeterde klok, de Micromate-180. Van deze werden er tot 1981 ongeveer 200 verkocht, maar het bleek uiteindelijk geen commercieel succes.
Halverwege de jaren 1980 werd de eerste DGT-klok gebouwd door Ben Bulsink, toen student aan de Technische Universiteit Twente. De klok in het orgaan van de Nederlandse Schaakbond als "de perfecte schaakklok" beoordeeld. Het was echter handgemaakt en te duur voor productie. Uiteindelijk werden er slechts ongeveer 60 van deze klokken gemaakt. Enkele jaren later vernam Albert Vasse dat het jaarlijkse Melody Amber-blindschaaktoernooi in Monaco fischertiming wilde gebruiken. Vasse benaderde samen met Bulsink toernooisponsor Joop van Oosterom met het aanbod dergelijke klokken te bouwen. Hieruitvoort kwam de eerste betaalbare digitale schaakklok. In 1993 werd deze DGT-klok de officiële FIDE-schaakklok.

## Gebruik
De arbiter bepaalt aan welke kant van het bord de wedstrijdklok komt te staan. 
Hij mag het ook laten beslissen door de zwartspeler (althans bij een spel als schaken, waarin het voordelig is met wit te spelen vanwege diens eerste zet, de voorzet).
Een zet wordt steeds met één hand uitgevoerd en dat geldt ook voor het indrukken van de klok. Nadat een speler gezet heeft, moet hij de knop dus met dezelfde hand indrukken als waarmee gezet is, om te voorkomen dat de knop al wordt ingedrukt voordat de zet is gedaan.
Voor diverse speltypen gewoon, snel of rapid(e) (zowel bij dammen als schaken) gelden eigen speeltijden, bijvoorbeeld 1, 3, 5, 10, 15 of 100 minuten per partij per persoon.

### Aanvang van het spel
Op het afgesproken begintijdstip start de speler (of in sommige gevallen de arbiter) het uurwerk van de speler die de eerste zet doet. Natuurlijk zal die speler voor zijn eerste zet geen bedenktijd nodig hebben. In de praktijk, en vooral in niet-officiële partijen, zal het dan ook vaak voorkomen dat de wedstrijdklok pas gestart wordt als de witspeler na zijn eerste zet de knop indrukt.
Een speler die niet op tijd aanwezig is, heeft volgens sommige spelregels de partij reglementair verloren. Worden minder strenge regels toegepast, dan gaat zijn bedenktijd in op het afgesproken begintijdstip. Bij schaken verliest de afwezige speler veelal een uur na de aanvangstijd. Is de eerst zettende speler dan niet aanwezig, dan start de arbiter het uurwerk van die speler. 